# Icy
"Icy" är en låt framförd av den sydkoreanska tjejgruppen Itzy. Den gavs ut som singel från deras EP It'z Icy den 29 juli 2019 genom JYP Entertainment. Låten är skriven av J.Y. Park och Penomeco.

## Mottagande
Pop Crush inkluderade "Icy" på deras lista över 2019 års bästa låtar, med motiveringen att "det är en låt som borde låta överväldigande i teorin men som istället är perfekt balanserad med stark sång, vilket ger en bubblande danslåt som uppmanar lyssnarna till självsäkerhet och att tro på sig själva."

## Musikvideo
Videon till låten lanserades vid midnatt samma dag och fick 18,1 miljoner visningar inom 24 timmar. Den rankades på sjunde plats på Youtubes populäraste musikvideor i Sydkorea 2019, vilket var Itzys andra låt på listan efter att "Dalla Dalla" hade uppnått andra plats. I augusti 2021 hade den över 224 miljoner visningar och 3,3 miljoner gillningar på Youtube. Videon spelades in i Los Angeles.

## Medverkande
Information från NetEase Music.

- FRIDAY. (GALACTIKA *) — bakgrundssång
- e.NA — bakgrundssång
- CHANG (GALACTIKA *) — trummor
- ATHENA (GALACTIKA *) — keyboards
- War of Stars * (GALACTIKA *) — inspelning av bakgrundssång
- Jeong Yoo-ra — digital redigering
- HONZO — digital redigering
- Eom Se-hee — inspelning, assisterande ljudmix
- Kang Yeon-nu — inspelning
- Lee Tae-seop — ljudmix
- Chris Gehringer — mastering